# Церква Різдва Пресвятої Богородиці (Воробіївка)
Церква Різдва Пресвятої Богородиці у Воробіївці — парафія і храм Підволочиського благочиння Тернопільської єпархії Православної церкви України в селі Воробіївка Тернопільського району Тернопільської области. Пам'ятка архітектури місцевого значення.

## Історія церкви
Під керівництвом благочинного священника Краснопери будівництво храму розпочалося у 1895 році та завершилося у 1899 році. Першими жертводавцями були: Петро Баран, Яким Баран, Семен Черній, Василь Вітушинський, Дана Шевчук, Андрій Качала, Степан Рак.
З 1946 року парафія була приєднана до села Токи.
У 1961 році богослужіння проводили лише на великі свята: Різдво, Богоявлення, Великдень і престольний празник.
З 1989 року богослужіння стали регулярними.
У 2009 році за кошти парафіян було відреставровано фасад храму.

## Парохи
- о. Захарків,
- о. Володимир Копитчак (1899—1908),
- о. Іван Малюца (1908—1911),
- о. Дмитро Могицький (1911—1914),
- о. Петро Петриця (1914—1941),
- о. Іван Яцишин (1941—1948),
- о. Степан Гоба (1948—1959),
- о. Михайло Клим (1959—1960),
- о. Василь Грош (1960—1961),
- о. Павло Осос (1961—1963),
- о. Любомир Мельник (1963—1974),
- о. Микола Сус (1974—1979),
- о. Дмитро Чиж (з 1980).